# Jainey K. Bavishi
Jainey K. Bavishi é directora do Gabinete de Recuperação e Resiliência do presidente da câmara municipal de Nova York. Ela dirige o projecto de preparação a zona sul de Manhattan (Lower Manhattan) para o aumento do nível do mar e fortalecer a resistência a enchentes ao longo de 520 milhas da costa de Nova York, orçamentado em 20 biliões de dólares. Bavishi era responsável pela pasta da preparação para as alterações climáticas, no Conselho de Qualidade Ambiental da Casa Branca, durante o a presidência de Barack Obama, onde liderou a sua inclusão no Plano de Acção Climática do presidente.

## Educação e infância
Bavishi nasceu em Charlotte, Carolina do Norte. Antes de entrar na faculdade, ela trabalhou no estado indiano de  Orissa, na área da gestão de desastres naturais. 
Frequentou a Duke University , onde se formou em políticas públicas e antropologia cultural . Ela fez um mestrado em planeamento urbano no Massachusetts Institute of Technology (MIT).  Enquanto estava no MIT, foi para Nova Orleans  trabalhar nos esforços de ajuda humanitária após o furacão Katrina. 

## Carreira
Bavishi trabalhou como consultora política sénior na Administração Oceânica e Atmosférica Nacional, antes de ir morar em  New Orleans em 2005. Lá liderou uma organização sem fins lucrativos e uma coaligação que trabalhava na recuperação equitativa de desastres ao longo da Costa do Golfo.  Também foi directora executiva da R3ADY Asia-Pacific com sede em Honolulu, Havaí. 
Bavishi era a responsável pela pasta da preparação para as alterações climáticas, no Conselho de Qualidade Ambiental da Casa Branca, durante o a presidência de Barack Obama, onde liderou a sua inclusão no Plano de Acção Climática do presidente. 
Em 2017, o presidente da câmara municipal de Nova York, Bill de Blasio, nomeou-a directora do Gabinete de Recuperação e Resiliência de Nova Iorque.  Ela dirige o projecto de preparação a zona sul de Manhattan (Lower Manhattan) para o aumento do nível do mar e fortalecer a resistência a enchentes ao longo de 520 milhas da costa de Nova York, orçamentado em 20 biliões de dõlares. 
Bill de Blasio criou este departamento em 2014, que inclui uma equipe de urbanistas, arquitectos, engenheiros, advogados e especialistas em políticas públicas, que recorrem a provas científicas para desenvolver programas e medidas que têm em conta os impactos das alterações climáticas.   Bavishi também é a Diretora Adjunta de Resiliência do programa 100 Cidades Resilientes apoiado pela Fundação Rockefeller . 

Bavishi colaborou na antologia All We Can Save, editada por Ayana Elizabeth Johnson e Katharine Wilkinson. 

## Ligações Externas
Climate Crisis Is a Fight for Social Justice, Says Jainey K. Bavishi | NowThis
Conscious Cities Festival 2019: Jainey Bavishi | Heat Resilience in NYC | CCF2019
An Evening with Sarah Miller, Jainey K. Bavishi, Jane Gilbert, Laurencia Strauss and Greg Bloom  - All we can save